# Dole (pri Šentpetru na Vašinjah), Velikovec
Dole (nemško Dullach I) je naselje v Občini Velikovec v Okraju Velikovec na Koroškem v Avstriji.